# Vallée d'Aoste Premetta
Le Vallée d'Aoste Premetta est un vin rouge italien de la région autonome Vallée d'Aoste doté d'une appellation DOC depuis le 30 juillet 1985. Seuls ont droit à la DOC les vins récoltés à l'intérieur de l'aire de production définie par le décret. Les vignobles autorisés se situent en Vallée d'Aoste dans les communes de Aoste, Arnad, Arvier, Avise, Aymavilles, Bard, Brissogne, Challand-Saint-Victor, Chambave, Champdepraz, Charvensod, Châtillon, Donnas, Fénis, Gressan, Hône, Introd, Issogne, Jovençan, La Salle, Montjovet, Morgex, Nus, Perloz, Pollein, Pontey,  Pont-Saint-Martin, Quart,  Saint-Christophe,  Saint-Denis, Saint-Nicolas,  Saint-Vincent, Sarre, Verrayes, Verrès, Villeneuve.

## Caractéristiques organoleptiques
- couleur : rouge cerise tendant vers un rosé.
- odeur : subtil, fruité aves des arômes de pétales de roses
- saveur : sec, frais, gouleyant, légèrement tannique

Le Vallée d'Aoste Premetta se déguste à une température de 14 à 16 °C et il se gardera  1 – 2 ans. 

## Production
Province, saison, volume en hectolitres :
- pas de données disponibles